# 泡沫冬景
《Christmas Tina -泡沫冬景-》是由STAGE-NANA和Nekoday（成都猫之日网络科技有限公司）于2020年发布的视觉小说，剧本由片岡とも撰写。这部游戏有“樱色零落&景色萧然”和“和平默示录”两部DLC。这是一部中日合作开发的视觉小说。

## 概要
1988年，日本正处于泡沫经济时期。到处都有新建筑物涌现，人们欣喜若狂。旧的消失，新的诞生，但是有一些人、地方、事情，没人注意到……或者说，没人选择注意它们。这是一个关于一年内生活在这座城市小小角落里的人们的故事。
夏天，高中一年级的（さくらいかんな）发生交通事故。她发现自己无法再呆在家乡。景萧然在中国的普通高考中落榜，在一份他不喜欢的工作中度过了一年左右的时间。
他们俩都听说东京的泡沫经济中有着难以置信的机会。因此，退学去了东京。景萧然辞掉了工作去了日本。
他们两个的目标工作就是住在一个破旧的火车站里。尽管这份工作每小时只支付400日元，但是一天24小时都是工作时间，所以并不算太坏，而且他们不用付租金、供暖或电费。
和人相处有些尴尬，而景萧然不会说日语。雇主只想雇佣一个人，但是两个人都不想放弃这份工作，所以负责人建议他们一起做……

## 人物
景萧然
配音：季骜杰
他在中国的大学入学考试落榜，于是去了日本。在那里，他最感到惊讶的是生活成本：在日本的兼职一天的工资比在中国的正式工作的月薪还要多。
櫻井栞奈（聲：田口宏子）
她因为泡沫经济而辍学并搬到了东京。她有点内向，喜欢吃葵花籽。
江小墨
配音：李进
他在二十年前从中国来到了日本。出于各种原因，他一直试图把危险工作推给景。他的大部分生意是在夜总会和土地投机中。
佐倉詩織（聲：後藤邑子）
她在东京长大。她的家人从事房地产业，她雇佣了两位主角。她很好相处，随和，但是在必要的时候也会果断。
櫻井絵美（聲：名塚佳織）
栞奈的妹妹，跟随她来到了大城市。她很活泼、乐观，但从不害怕。她还是个孩子，所以她并不真正理解周围发生的事情。
景怡
配音：朱祎
梁文茜的母亲。来自一个体面的家庭，她善良、关心身边的人。担心她的女儿温倩太过引人注目，但仍希望她能自由成长。景萧然的父亲景言是她的哥哥。
梁思秋
配音：王聪
梁文茜的父亲，一个典型的学者。他非常喜欢与他们一起生活的侄子景萧然。他叛逆的女儿文茜让他很担心。似乎他对萧然隐瞒了一件非常重要的事情。
梁文茜
配音：柳知萧
景萧然的一岁大的表妹，她在一个富裕的家庭中长大，被父母宠坏了。她很快就对大多数事物感到厌倦，但一直对表弟萧然感兴趣。她曾有过这样的想法：她会去表演京剧。最终，这个决定成为了她和萧然分开的原因。
櫻井薫（聲：悠月美鈴）
栞奈和絵美的母亲。她宠坏了年轻的絵美，同时也关心栞奈。在絵美被诊断出病后，她发誓要拯救她。
櫻井健彦
樱井家庭的经济支柱。他通常太忙了无暇陪伴家人，但他非常关心他的女儿，只要有空就带他们出去玩。
蒂娜
一只黑猫，住在火车站，尝试抓它时就会溜走。

## 出版信息

### Christmas Tina ‐泡沫冬景‐
日文版
- 2020年1月3日（Steam）

中文版
- 2020年1月3日（Steam）

英文版
- 2021年7月29日（Steam）
- 2021年7月29日（MangaGamer）

### 泡沫冬景：樱色零落&景色萧然
日文版
- 2021年1月29日（Steam）

中文版
- 2021年7月29日（Steam）
- 2021年7月29日（MangaGamer）

### 泡沫冬景：和平默示录
日文版
- 2021年3月12日（Steam）

中文版
- 2021年3月12日（Steam）